# کزمونای‌گس

کزمونای‌گس (به انگلیسی: KazMunayGas) شرکت نفت و گاز متعلق به دولت قزاقستان است، که در سال ۲۰۰۲ با ادغام شرکت‌های قزاق اویل و اویل اند گس ترانسپورتیشن قزاقستان تأسیس شد.
این شرکت به‌عنوان شرکت ملی نفت قزاقستان عمل می‌کند و مالک تعداد زیادی شرکت تابعه و زیرمجموعه است، که در بخش‌های گوناگون مرتبط با صنایع نفت و گاز فعال هستند، که اکتشاف، استخراج و انتقال نفت خام و گاز طبیعی، ارائه خدمات حفاری، احداث خط لوله انتقال فراورده‌های نفتی و خدمات لجستیکی را در بر می‌گیرد. از شرکت‌های تابعه کزمونای‌گس می‌توان به رومپترول و کزترانس‌اویل اشاره نمود.

## تاریخچه
در تاریخ ۲۰ فوریهٔ ۲۰۰۲ با حکم رییس‌جمهور وقت قزاقستان، شرکت کزمونای‌گس با ادغام شرکت انتقال نفت‌وگاز قزاقستان و قزاق اویل تشکیل شد.
نخستین فعالیت این شرکت پس از امضا توافقنامه میان دولت‌های روسیه و قزاقستان در تعیین حدود بخش شمالی دریای کاسپین آغاز شد که در پی آن، در ماه مهٔ ۲۰۰۲ آغاز به ساخت خط لوله کنکیاک-آتیرائو نمود.
شرکت کزمونای‌گس در ماه اوت سال ۲۰۰۷ اقدام به خرید ۷۵٪ درصد از سهام شرکت رومانیایی رومپترول، به ارزش ۳٫۶ میلیارد دلار نمود.

## شرکت‌های تابعه
شرکت‌های تابعه کمپانی کزمونای‌گس عبارتند از :
- کزمونای‌گس اکسپلوریشن پروداکشن (KazMunaiGas Exploration Production) : اکتشاف و تولید نفت و گاز در خشکی.
- تنگیزشوراویل (Tengizchevroil) : سرمایه‌گذاری مشترک، با حضور شرکت‌های : کزمونای‌گس، شورون، اکسان‌موبیل و لوک اویل.
- کزترانس‌اویل : انتقال نفت خام و آب. این شرکت در حال حاضر بزرگترین شرکت زیرمجموعه کزمونای گس محسوب می‌شود و دارای بیش از ۶٫۴۰۰ کیلومتر، خط لوله انتقال نفت خام و ۳٫۱۴۰ کیلومتر خط لوله انتقال آب می‌باشد.
- شرکت لجستیک گرجستان : عملیات حمل‌ونقل فراورده‌های نفتی، به مرکزیت بندر باتومی، گرجستان
- کزترانس‌گس : شرکت انتقال گاز طبیعی. سرمایه‌گذاری مشترک میان کزمونای‌گس و گازپروم می‌باشد. همچنین مشتری اصلی آن نیز شرکت گازپروم می‌باشد.
- کزمونای‌گس ترید هاوس : پالایش و بازاریابی نفت.
- رومپترول : شرکت نفتی مستقر در رومانی (۷۵٪ از سهام)
- پالایشگاه آتیرائو
- کزمورترانس‌فلوت : حمل و نقل توسط تانکر
- کزمونای‌تنگیز : اکتشاف و تولید نفت و گاز در مناطق آبی (دریایی)
- فرودگاه بین‌المللی آتیرائو
- اوراسیا-ایر هلیکوپتر کمپانی : سرویس‌های هلیکوپتر
- شرکت مخابرات کزترانس‌کام : خدمات ارتباطی و مخابراتی
- کزمونای‌گس سرویس کامپس : خدمات کیترینگ، اکتشاف میدان‌های گازی و خدمات پشتیبانی حفاری چاه‌ها و میادین گاز طبیعی

این کمپانی، همچنین دارای سهام در شرکت‌های پتروقزاقستان و کارازمونای‌گس می‌باشد.

## پالایشگاه‌های نفت
شرکت کزمونای‌گس مالک ۲ پالایشگاه نفت، در قزاقستان است :
- پالایشگاه پاولودار : با ظرفیت ۱۶۲٬۶۰۰ بشکه نفت
- پالایشگاه آتیرائو : با ظرفیت ۱۰۴٬۴۰۰ بشکه نفت

کزمونای‌گس، در ماه اوت سال ۲۰۱۲ یک طرح نوسازی در پالایشگاه آتیرائو را آغاز نمود، که مبلغ ۱٫۷ میلیارد دلار به این طرح اختصاص داده‌است. این شرکت ۲۹۷٫۵ میلیون دلار به این منظور، از بانک ژاپن وام دریافت نموده است.

## پروژه‌ها
بزرگترین پروژه این شرکت بهره‌برداری نفت از میدان کاشاگان، در نزدیکی آتیرائو است، که در سال ۲۰۰۰ کشف شد. سهم کزمونای‌گس در این پروژه معادل ۱۶٫۸۱٪ درصد است.
در پروژه میدان کاشاگان، شرکت‌های بزرگ نفتی مشارکت دارند، که عبارتند از: انی (۱۶٫۸۱٪)، رویال داچ شل (۱۶٫۸۱٪)، توتال (۱۶٫۸۱٪)، کونوکو فیلیپس (۸٫۴٪) و اینپکس (۷٫۵۶٪).
دیگر پروژه‌های عمده این شرکت عبارتند از میدان نفتی تنگیز و میدان کاراچاقاناک. علاوه بر این، کزمونای‌گس، در چندین میدان گازی دیگر نیز مشارکت دارد.